# 卡那封郡
卡那封郡（英語：Caernarfonshire）是威爾斯的13個歷史上的郡之一，其北面是愛爾蘭海，南面是卡迪根灣，西面是卡那封灣和梅奈海峽，大部分地區是山地。